# Кожоканов, Мукамбет
Мукамбе́т Кожока́нов (кирг. Мукамбет Кожоканов; 1906 год, село Эчки-Баши — 1967 год, село Эчки-Баши, Нарынский район) — скотник колхоза «Коммунизм» Нарынского района, Тянь-Шаньской области, Киргизская ССР. Герой Социалистического Труда (1957).

## Биография
Родился в 1906 году в крестьянской семье в селе Эчки-Баши.
С 1952 года трудился скотником в колхозе «Коммунизм» Нарынского района.
В 1956 году вырастил 58 голов крупного рогатого скота в среднем весе по 414 килограмм каждая. Указом Президиума Верховного Совета СССР от 15 февраля 1957 года за выдающиеся успехи, достигнутые в деле увеличения производства сахарной свеклы, хлопка и продуктов животноводства, широкое применение достижений науки и передового опыта в возделывании хлопчатника, сахарной свеклы и получение высоких и устойчивых урожаев этих культур удостоен звания Героя Социалистического Труда с вручением ордена Ленина и золотой медали «Серп и Молот». Также был награждён медалями ВДНХ.
После выхода на пенсию проживал в родном селе, где скончался в 1967 году.